# اللواء الأول مدفعية (اليمن)
اللواء الأول مدفعية هو لواء مدفعية يمني يتمركز في محافظة صعدة ويتبع عمليات محور صعدة ضمن المنطقة العسكرية السادسة.

## التاريخ
- شارك اللواء الأول مدفعية في الحرب الأهلية اليمنية 1994.[2]
- شارك اللواء الأول في نزاع صعدة [2]
- مارس 2011 أعلن اللواء الأول تأييد ثورة الشباب اليمنية.[3]

## القادة
| م | القائد                      | بداية | نهاية | المدة |
| - | --------------------------- | ----- | ----- | ----- |
| 1 | العميد الركن حسين زيد خيران |       | 2013  |       |
| 2 | العميد الركن صادق علي سرحان | 2013  | 2015  |       |